# Juan XVII
Juan XVII (en latín, Ioannes PP. XVII) de nombre secular Siccone Sechi (Roma, 14 de febrero de 930 – Roma, 6 de noviembre de 1003) fue el 140.º papa de la Iglesia católica en 1003.

## Biografía
Antes de tomar las órdenes sagradas, Siccone Sechi había estado casado y fue padre de tres hijos, que también alcanzaron la dignidad de obispos.
La adopción del nombre Juan XVII por este papa puede llevar al error de considerar que con anterioridad hubo un papa que llevará el nombre de Juan XVI. A este respecto hay que señalar que nunca existió un papa Juan XVI, ya que, aunque, Juan Filigato ocupó, entre, 997 y 998, el trono papal bajo el nombre de Juan XVI, su pontificado no se considera legítimo, por lo que ha pasado a la historia como antipapa.
Existe además una tradición que afirma que con anterioridad al pontificado de Juan XV hubo otro papa que reinó durante cuatro meses como Juan XVI. Esta leyenda provocó que en algunos catálogos papales se incluyera este personaje ficticio con el nombre de Juan XV y que el histórico Juan XV pasara a ser registrado como Juan XVI.
Su breve pontificado de apenas cinco meses se inició cuando Crescencio III lo hizo elegir imponiendo su autoridad. Del mismo no se conoce ningún hecho relevante.